# Belli dentro belli fuori
Belli dentro, belli fuori è un rotocalco televisivo italiano in onda dal 2018 su LA7. Il programma va in onda il sabato mattina, con l’attuale condizione di Massimiliano Rosolino e Margherita De Bac

## Il programma
Il programma è dedicato alla salute e al benessere in tutte le sue dimensioni.

## Edizioni
| Stagione | Prima puntata    | Ultima puntata   | Conduzione                                | Puntate |
| -------- | ---------------- | ---------------- | ----------------------------------------- | ------- |
| 1ª       | 20 ottobre 2018  | 1º giugno 2019   | Roberta Capua                             | 31      |
| 2ª       | 18 gennaio 2020  | 21 marzo 2020    | Eleonora Pedron                           | 10      |
| 3ª       | 21 febbraio 2021 | 29 maggio 2021   | Eleonora Pedron                           | 15      |
| 4ª       | 16 ottobre 2021  | 19 febbraio 2022 | Alessia Ventura                           | 11      |
| 5ª       | 11 marzo 2023    | 27 maggio 2023   | Alessia Ventura                           | 10      |
| 6ª       | 9 marzo 2024     | 11 maggio 2024   | Massimiliano Rosolino e Margherita De Bac | 10      |
| 7ª       | 1 marzo 2025     | in corso         | Massimiliano Rosolino e Margherita De Bac |         |

## Audience
| Edizione | Rete televisiva | Anno      | Programmazione | Programmazione | Programmazione | Programmazione | Programmazione | Programmazione | Programmazione | Telespettatori | Share |
| Edizione | Rete televisiva | Anno      | L              | M              | M              | G              | V              | S              | D              | Telespettatori | Share |
| -------- | --------------- | --------- | -------------- | -------------- | -------------- | -------------- | -------------- | -------------- | -------------- | -------------- | ----- |
| 1ª       | LA7             | 2018-2019 |                |                |                |                |                |                |                | 143.000        | 1,28% |
| 2ª       | LA7             | 2020      | 212.000        | 1,29%          |                |                |                |                |                |                |       |
| 3ª       | LA7             | 2021      | 132.000        | 1,85%          |                |                |                |                |                |                |       |
| 4ª       | LA7             | 2021-2022 | 105.000        | 1,61%          |                |                |                |                |                |                |       |
| 5ª       | LA7             | 2023      |                |                |                |                |                |                |                |                |       |
| 6ª       | LA7             | 2024      |                |                |                |                |                |                |                |                |       |
| 7ª       | LA7             | 2025      |                |                |                |                |                |                |                |                |       |